# Eucoptocnemis lunatica
Eucoptocnemis lunatica là một loài bướm đêm trong họ Noctuidae.